# Papilio chrapkowskii
Espèce
Papilio chrapkowskii est une espèce de lépidoptères (papillons) de la famille des Papilionidae. Cette espèce est présente en au Kenya, en Tanzanie et en Ouganda.

## Description
À l'avers les ailes sont noires, les ailes antérieures portent une bande bleu-vert, plus large que chez Papilio nireus, ainsi que deux macules de même couleur à l'apex. Les ailes postérieures sont allongées et dentelées, elles portent également une bande bleu-vert ainsi qu'une série de macules bleu-vert submarginales.
Au revers les ailes sont marron foncé, les ailes antérieures sont plus claires à l'apex et portent deux séries de macules submarginales de couleur crème interrompues par la marque claire de l'apex. Les ailes postérieures portent une mince bande submarginale crème et quelques marques plus claires. Chez la femelle la bande crème de l'aile postérieure est absente et les marques claires sont plus larges.

Le corps est noir avec quelques macules plus claires.

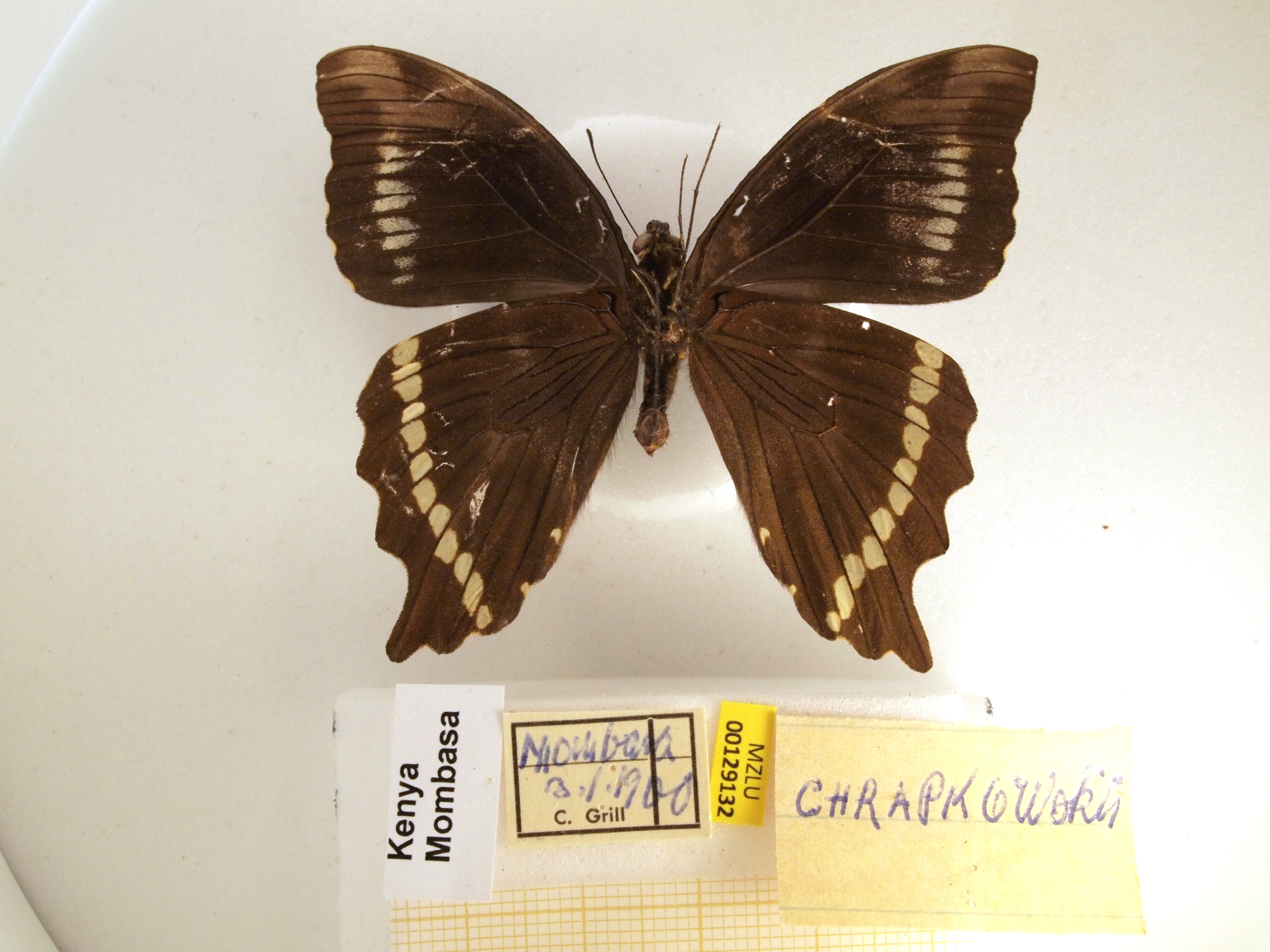
Papilio chrapkowskii mâle, revers
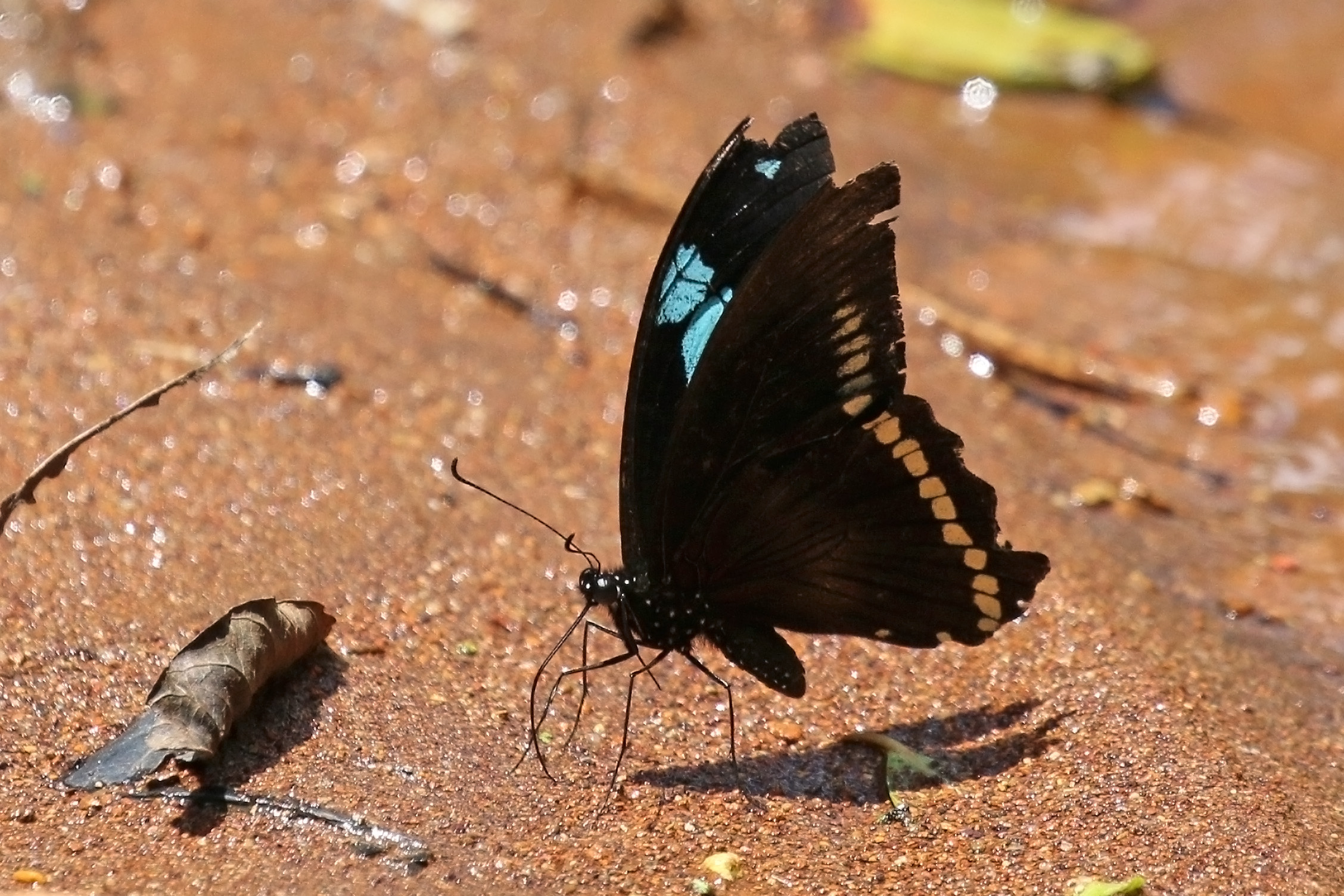
Papilio chrapkowskii au repos.
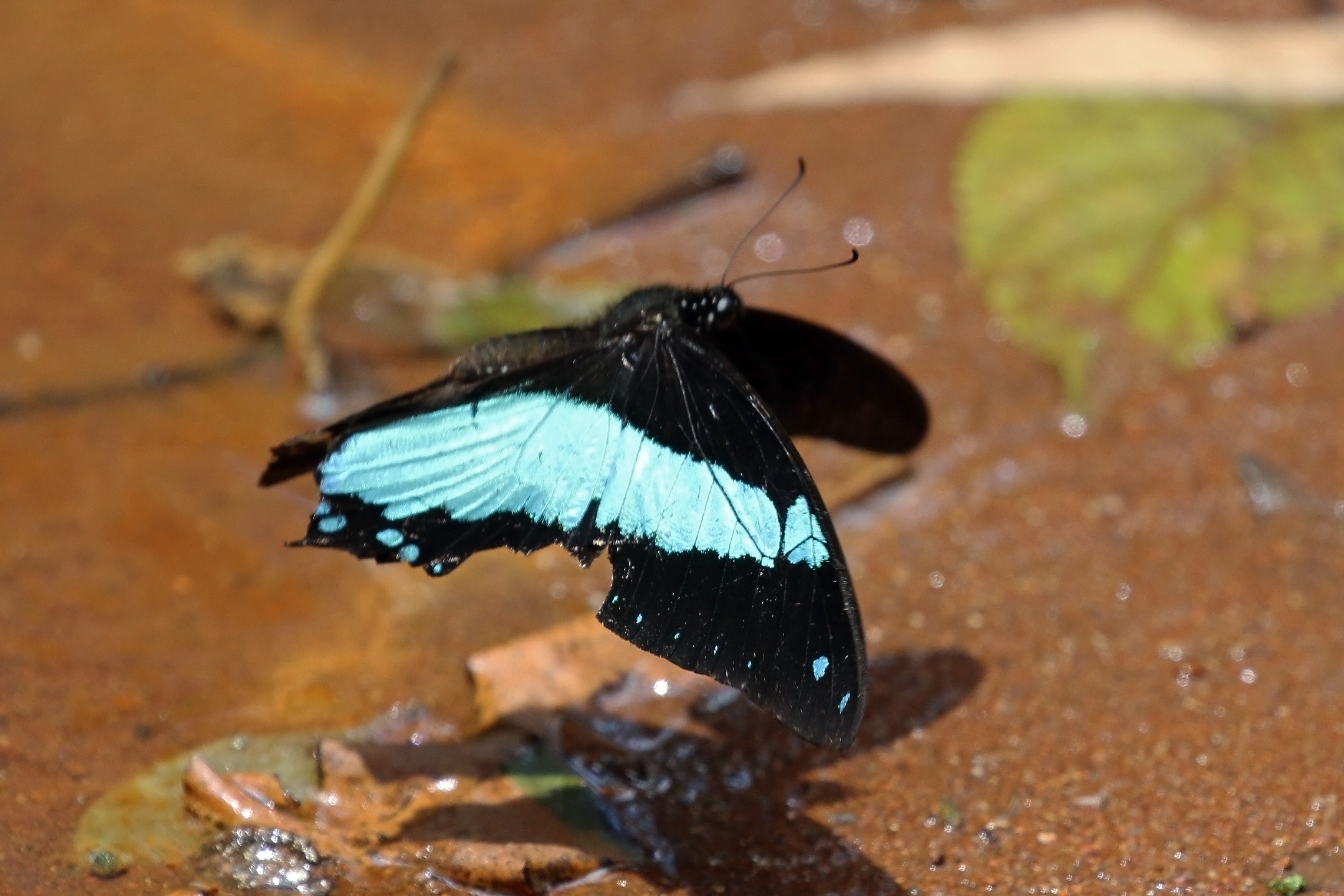
Papilio chrapkowskii en vol

## Écologie
Les femelles utilisent comme plante-hôte des plantes de la famille des Rutacées, notamment des genres Teclea, Citrus, Zanthoxylum, Clauseana, Toddalia et Calodendrum.
Comme toutes les espèces de Papilionides les chenilles portent derrière la tête un osmeterium, organe fourchu qu'elles déploient pour faire fuir les prédateurs. Elles passent par cinq stades avant de se changer en chrysalide. La chrysalide est attachée à son support par son crémaster et maintenue tête en haut par une ceinture de soie.
Les adultes volent rapidement, butinent les fleurs, et sont attirés par les zones humides et par les charognes.

## Habitat et répartition
Papilio chrapkowskii est présent au Kenya, en Tanzanie et en Ouganda, en zone afrotropicale. L'espèce fréquente les forêts montagneuses, de 1500 à 2200 m d'altitude au Kenya.

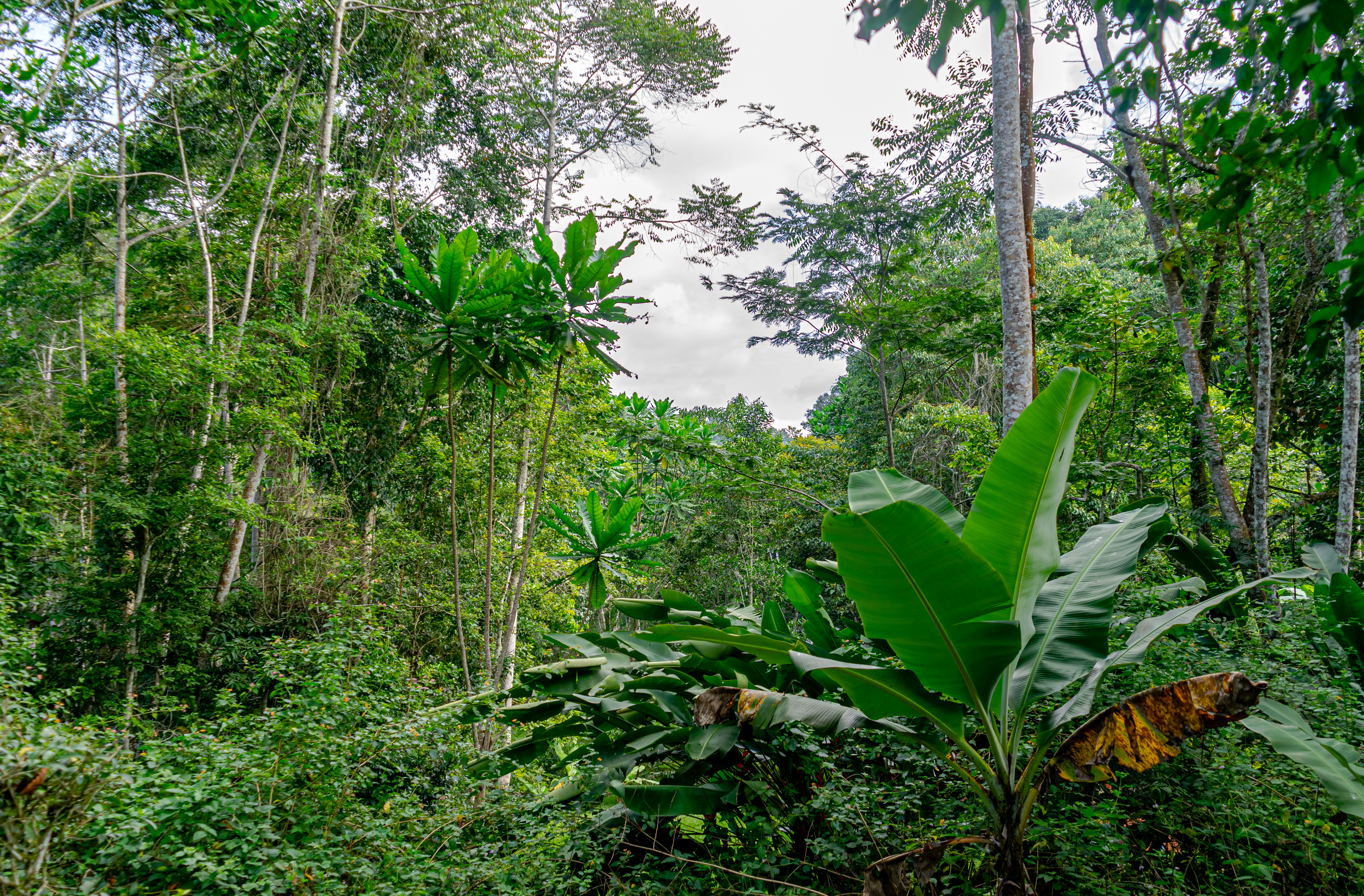
Forêt d'Amani, Tanzanie
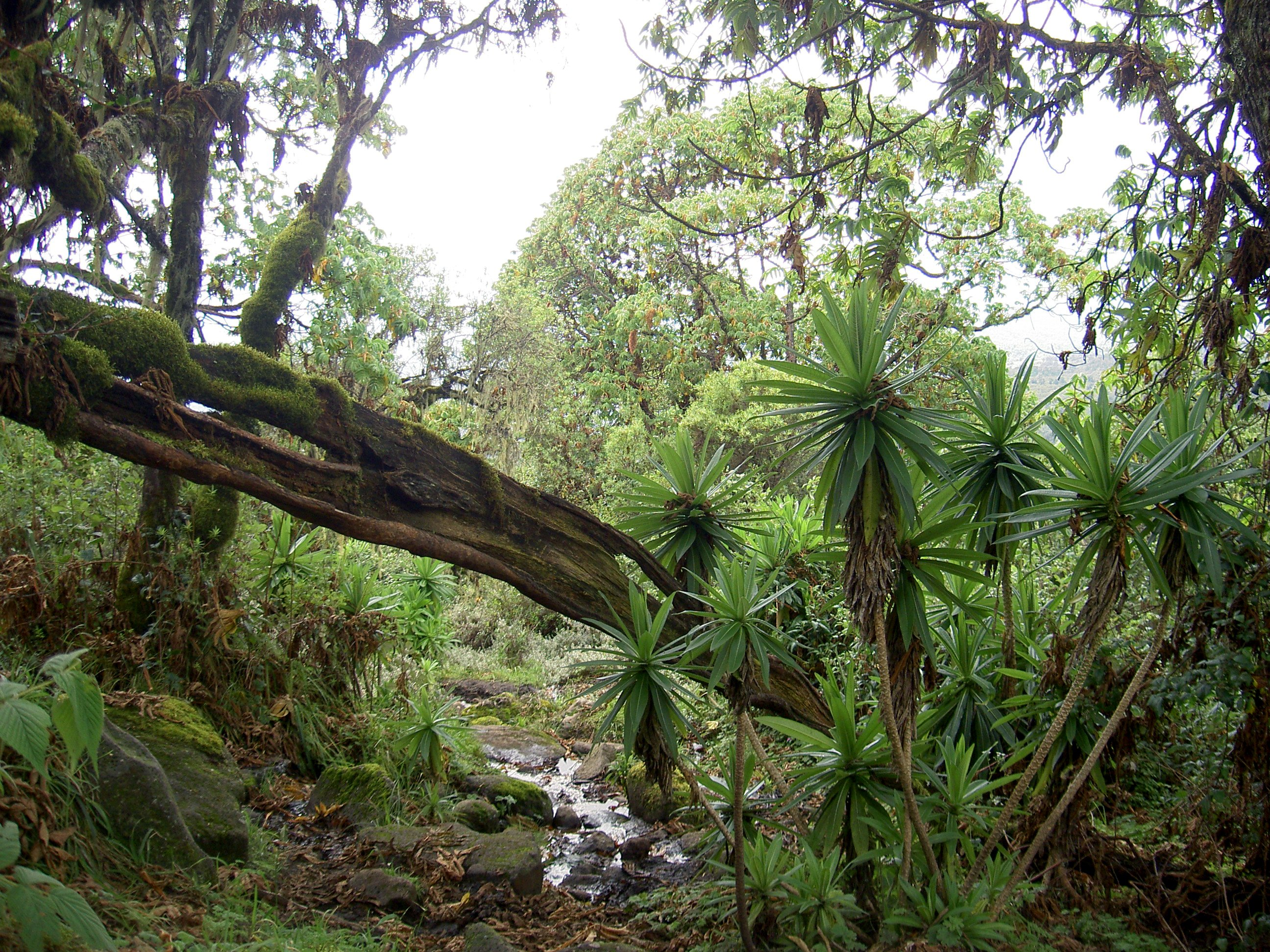
Forêt du mont Kenya, Kenya

## Systématique
L'espèce Papilio chrapkowskii a été décrite pour la première fois en 1904 par l'entomologiste allemand Ernst Suffert (d) dans la revue Deutsche entomologische Zeitschrift Iris à partir d'un spécimen de Nairobi, et nommé en l'honneur de M. Chrapkowski, conseiller du gouvernement impérial. Elle appartient au groupe de Papilio nireus formé d'une quinzaine de Papilio africains. Certains la considèrent comme une sous-espèce de Papilio bromius.

## Papilio chrapkowskiiet l'Humain

### Nom vernaculaire
Papilio chrapkowskii est appelé Broad Green-banded Swallowtail' en anglais.

### Menaces et conservation
Cette espèce n'est pas évaluée par l'UICN.

### Philatélie
L'espèce figure sur certains timbres, notamment un timbre du Rwanda de 1965.
